# 忽那憲治
忽那 憲治（くつな けんじ、1964年7月12日 - ）は、日本の経営学者、専門は企業金融理論、ベンチャーファイナンス、金融計量経済学。神戸大学名誉教授。学位は、博士（商学）（大阪市立大学・1997年）。京都大学経営管理大学院みずほ証券寄附講座教授（2017年-2019年）、東京大学特任教授、産業革新機構取締役を歴任。

## 略歴
- 1964年 愛媛県生まれ

### 学歴
- 1983年 愛媛県立松山東高等学校卒業
- 1989年 大阪市立大学商学部卒業
- 1991年 同大学院経営学研究科博士課程前期課程修了
- 1994年 大阪市立大学大学院経営学研究科博士課程後期課程退学
- 1997年 博士（商学）（大阪市立大学、学位論文『中小企業金融とベンチャーファイナンスの国際比較分析 -間接金融と直接金融の戦略的補完』）

### 研究歴
- 1992年 財団法人日本証券経済研究所大阪研究所研究員
- 1995年 同所退所、大阪市立大学経済研究所講師就任。
- 1997年 同助教授
- 2002年 同大学退職、神戸大学大学院経営学研究科助教授
- 2005年 同教授（現在に至る）。
- 2016年 神戸大学大学院科学技術イノベーション研究科 副研究科長・教授[2]
- 2017年 京都大学経営管理大学院みずほ証券寄附講座教授（2019年まで）[要出典][3][リンク切れ]
- 2024年 東京大学応用資本市場研究センターセンター長・特任教授[要出典]
- 2024年　神戸大学名誉教授[1]

### 職歴
- 2007年2月より中小企業基盤整備機構「ベンチャーファンド出資事業評価・検討委員会」の委員も務める[要出典]。
- 2019年12月より産業革新機構取締役 産業革新投資委員会委員[要出典][4][リンク切れ]。